# José María Francia
José María Francia (Santo Domingo Soriano, Provincias Unidas del Río de la Plata, 1818 - Montevideo, 1887), militar argentino de origen uruguayo, que combatió en la Guerra Grande y en las guerras civiles argentinas y fue ministro de guerra de la Confederación Argentina.

## Carrera militar
De origen oriental, se radicó muy joven en la provincia de Entre Ríos. En la década de 1830 se unió al ejército provincial durante el mandato del gobernador Pascual Echagüe, participando en las batallas de Pago Largo, Cagancha y Caaguazú como oficial de infantería.
A órdenes del gobernador Justo José de Urquiza combatió en la batalla de Arroyo Grande (1842) y participó en las campañas al Uruguay, con una actuación destacada en la batalla de India Muerta (1845). Durante un tiempo, a órdenes del general Servando Gómez, protegió el noroeste uruguayo de las incursiones de Fructuoso Rivera y Giuseppe Garibaldi.
Participó a órdenes de Urquiza de las dos campañas contra la provincia de Corrientes, y fue el jefe de la infantería en las batallas de Laguna Limpia y Rincón de Vences. En esta última, dirigió un exitoso ataque frontal con la infantería contra las posiciones fortificadas de los correntinos, siendo seriamente herido y prácticamente dejado por muerto; desde entonces ocultó con una espesa barba las profundas cicatrices de su cara.
En 1849 fue ascendido al grado de coronel y nombrado jefe militar de Paraná. Acompañó a Urquiza en su campaña del Uruguay contra Manuel Oribe, y luego fue el jefe de la vanguardia del Ejército Grande contra Juan Manuel de Rosas. Ocupó Santa Fe antes del paso del grueso del ejército a esa provincia, y fue el jefe de la artillería entrerriana, dependiente directamente de Urquiza, en la batalla de Caseros.

## El ministerio de guerra y la batalla de Pavón
Durante la presidencia de Urquiza fue comandante general interino de Entre Ríos, y fue ascendido a general en julio de 1858. Combatió en la batalla de Cepeda (1859), como jefe de Estado Mayor y de la artillería.
El presidente Santiago Derqui lo nombró inspector general del ejército de la Confederación y más tarde, en diciembre de 1860, ministro de guerra y marina.
Marchó como jefe de Estado Mayor a la campaña de 1861 contra el Estado de Buenos Aires y, antes de la llegada de Urquiza, eligió el campo de batalla y la formación del ejército para la batalla de Pavón, donde el ejército federal fue derrotado por la defección de Urquiza. Más tarde, el mismo Urquiza culpó a Francia por la derrota, por haber elegido un campo de batalla en que la caballería no podía maniobrar; pero fue justamente la caballería federal la que venció. Otros testigos, leales a Urquiza, acusaron a Francia de estar borracho durante la batalla.[cita requerida]
A finales de ese mismo año, el gobernador Urquiza lo nombró comandante militar de Paraná, y a continuación le encargó entregar a las fuerzas porteñas el armamento de la Confederación allí reunido, incluyendo la totalidad de la flota de guerra.
En 1863 obtuvo la baja del ejército. Se instaló en su estancia, y años más tarde se mudó a Montevideo.
Veinte años más tarde, en 1883, fue reincorporado al Ejército Argentino, pero solamente para el cobro de jubilaciones.
Falleció en Montevideo el 8 de mayo de 1887.